# ريتشارد س. براون
ريتشارد س. براون (بالإنجليزية: Richard C. Brown)‏ هو دبلوماسي أمريكي، ولد في 1 نوفمبر 1939 في تلسا في الولايات المتحدة، وتوفي في 2004.

## وصلات خارجية
- ريتشارد س. براون على موقع إن إن دي بي (الإنجليزية)